# جورج لوسون شيلدون
جورج لوسون شيلدون (بالإنجليزية: George Lawson Sheldon)، سياسي أمريكي ينتمي إلى الحزب الجمهوري ولد جورج لوسون شيلدون في 31 أيار - مايو من سنة 1870 في ولاية نبراسكا. شغل شيلدون منصب حاكم على ولاية نبراسكا ما بين عامي 1907 إلى عام 1909 توفي جورج لوسون شيلدون في 4 نيسان - أبريل من سنة 1960.